# Реметалк I
Реметалк I е тракийски цар, син на сапейския цар Котис II (сапеи). Той се появява на политическата сцена в последните десетилетия на I в. пр. Хр., финалния период на римската експанзия в Тракия.

## Управление
През 13 – 11 г. пр. Хр. Реметалк I води сражения срещу бесите. Докато сиалетите и други техни съседи нахлуват в Македония, бесите под ръководството на Дионисовия жрец Вологез убиват Раскупорис. Реметалк I се укрива в Тракийския Херсонес, където е последван от въстаниците. Тяхното присъствие поставя под заплаха римските позиции в Мала Азия. За ликвидирането на опасността тук са прехвърлени римски военни части под командването на Луций Пизон, управител на Памфилия.
Предаността на Реметалк I към римската кауза е богато възнаградена – от 13/12 г. пр. Хр., до смъртта му през 12 г. сл. Хр. под властта на Реметалк I и брат му Раскупорис II е поставена една тракийска държава с обширни територии. Реметалк I получава римско гражданство от политическия му приятел Октавиан Август. Римското име е Гай Юлий Реметалцес (Gaius Julius Roemetalces). Римското гражданство е доказано и от монетите с образите на Август и Реметалк I, сечени в Халкедон и Бизантион.
Като римски съюзник, Реметалк участва във войната срещу гетите при Егисос (дн. Тулча), както свидетелства Овидий и в Панонското въстание, според Дион Касий.
С името на Реметалк I, или с едноименни наследници на властта му, се свързват много надписи от градовете по понтийското и по егейското крайбрежие.